# Roddy Owen
Roddy Owen (eigentlich: Edward Roderic Owen) (* 1856; † 11. Juli 1896 bei Dongola, Sudan) war ein erfolgreicher britischer Jockey und bedeutender Offizier.

## Leben
Nach dem Abschluss seiner Schulzeit in Eton 1873 begann er seine Offizierslaufbahn. Nach Stationen in Kanada, Zypern und Malta übernahm er eine Tätigkeit beim Stab des Vizekönigs von Indien, dann ab 1885 bis 1891 im Stab des Lord Lieutenant of Ireland. In dieser Zeit nahm er als Jockey an zahlreichen lokalen Rennen teil, wobei er sehr erfolgreich war. Seine Karriere als außergewöhnlicher Reiter krönte er mit dem Sieg beim Grand National 1892 mit 20 Längen Vorsprung. Danach wurde er als Major im Jebu War, einem Feldzug in Westafrika (heute Nigeria) verwundet. 1893 gründete er im neuen Protektorat Uganda im Auftrag von Sir Gerald Portal eine Reihe von Forts an der Westgrenze des Königreichs Toro, wobei er die von Emin Pascha nach seiner Zusammenkunft mit Henry Morton Stanley zurückgelassenen ägyptisch-sudanesischen Truppen bei Wadelai sammelte und mit diesen die Forts bemannte. Eines dieser Forts nannte er Fort Gerry, nach Portals Vornamen (heute: Fort Portal). Am 5. Januar 1895 wurde er als Companion des Distinguished Service Order ausgezeichnet. Im gleichen Jahr wurde er als Kriegsberichterstatter für The Pioneer nach Nordindien geschickt, wo er über die Niederschlagung der Revolte in Chitral berichtete. Im Frühjahr 1896 war er in Ägypten und nahm an der Niederschlagung des Mahdi-Regimes unter Horatio Herbert Kitchener teil. Kurz danach brach die Cholera aus, die unter der britisch-ägyptisch-sudanesischen Armee schwere Opfer forderte, auch Major Roddy Owen.

## Nachleben
- Seine Schwester Mai Bovill veröffentlichte 1897 ein Buch unter dem Titel: Roddy Owen - A Memoir, welches außerordentlich erfolgreich wurde. (Bovill, M. & Askwith, G.R.: Roddy Owen - A Memoir, John Murray, London, 1897)

- Sein Großneffe trägt den gleichen Namen und veröffentlichte 1967 ein Buch, in dem er die letzten Stationen des Lebens seines Großonkels bereist (R. Owen: Roddy Owen's Africa, Marcham Manor Press, Appleford-Abingdon, Berks., 1967)

- Die britischen Kolonialbehörden benannten die Owen Falls und damit auch den Owen-Falls-Damm am Viktoria-Nil nach ihm.

- In den 1950er und 60er Jahren war in Großbritannien ein Rennpferd sehr erfolgreich, das zu seinem Andenken Roddy Owen genannt worden war.